# Club Deportivo Sandino
El Club Deportivo Sandino es un equipo de fútbol profesional de Manta, provincia de Manabí, Ecuador. Fue fundado el 12 de noviembre de 2011. Se desempeña en la segunda categoría del Campeonato Ecuatoriano de Fútbol. Está afiliado a la Asociación de Fútbol No Amateur de Manabí.

## Estadio
El estadio donde Delfín S.C. ejerce su localía es el Jocay, que no pertenece al club sino al Municipio de dicho cantón y a la Liga Deportiva Cantonal de Manta. Fue inaugurado el 14 de enero de 1962, y actualmente tiene capacidad para 20.000 espectadores y el cual también comparte cancha con su eterno rival el Manta FC.
Es designado por CONMEBOL y FIFA, para ser sede del Copa Mundial de Fútbol Sub-20 de 2019, Copa América 2023 y Copa Mundial de Fútbol Sub-17 de 2023, obligando a la completa remodelación del antiguo recinto, la que consistió en la demolición y posterior construcción de un nuevo reducto, que actualmente cumple con todos los requisitos de la CONMEBOL y FIFA para efectuar partidos internacionales, además de su pista olímpica.
El nuevo estadio tiene una inversión de 30.416.766 dólares.
El día 19 de junio de 2012 el ministro del Deporte José Francisco Cevallos y el Alcalde de Manta Jaime Estada Bonilla anunciará un plan de inversión para el Estadio Jocay inserto en la Red de Estadios Bicentenario, cuyas transobras de mejoramiento estarán culminadas en julio de 2013. El reducto de la Avenida 113, recibe una inyección de veinte mil millones de dólares para su total formación. Sería para 18.125 personas y sin rejas, ya que se construyó un profundo foso (de casi 2,30 m de profundidad). Tiene nuevas salas de prensa, marcadores y pantallas electrónicas.
La segunda etapa de la remodelación que contemplará el techado y un nuevo sistema de iluminación ha sido pospuesto por el gobierno ecuatoriano. Para esta remodelación se tomará como referencia el diseño arquitectónico que lo inspirará, basándose en la remodelación efectuada al Estadio Bicentenario Municipal Nelson Oyarzún.
Debido a la Reconstrucción y Reducción del Estadio Jocay. Como estadio alternativo para los partidos de local, se utiliza Estadio Reales Tamarindos, ubicado en la ciudad de Portoviejo, Provincia de Manabí de Ecuador; es de propiedad municipal y en el cual ejerce localía el club Liga Deportiva Universitaria de Portoviejo.

## Plantilla 2015
- Actualizado al 16 de mayo de 2015.